# Shin Hyun-seung
Shin Hyun-seung (en hangul, 신현승; nacido el 15 de julio de 1998), es un actor surcoreano.

## Carrera
Es miembro de la agencia E&T Story Entertainment.
Hizo su debut el 25 de febrero de 2021 cuando se unió al elenco principal de la serie web Contract Relationship Starting Today (también conocida como "Be My Boyfriend") donde interpretó a Lee Seung-min, un joven estudiante considerado y amistoso que termina saliendo con Oh Ji-na (Lee Shi-woo), la joven más popular de su escuela y de quien está enamorado, hasta el final de la serie el 15 de abril del mismo año.
El 18 de junio del mismo año se unió al elenco principal de la serie de Netflix: So Not Worth It donde dio vida a Jamie, un joven recién llegado de Estados Unidos, que se incorpora a una residencia de estudiantes de Seúl, donde conviven jóvenes de todo el mundo.
El 17 de diciembre de 2021 se unió al elenco principal de la serie web Pumpkin Time donde interpretó a Kang Tae-joo, el amigo de la infancia de Shin Hae-yoon (Lee Soo-min).
En abril de 2022 se unirá al elenco recurrente de la serie Shooting Stars donde dará vida a Yoon Jae-hyun, un aprendiz que sueña con convertirse en actor.

## Filmografía

### Series de televisión
| Año  | Título                               | Personaje               | Canal        | Notas              | Ref.          |
| ---- | ------------------------------------ | ----------------------- | ------------ | ------------------ | ------------- |
| 2021 | So Not Worth It                      | Jamie                   | Netflix      | 12 episodios       |               |
| 2021 | Work Later, Drink Now                | Exnovio de Kang Ji-goo  | TVING        | Invitado, ep. 8    |               |
| 2021 | Pumpkin Time                         | Kang Tae-joo            | Kakao TV     | Serie web, 10 ep.  |               |
| 2021 | Contract Relationship Starting Today | Lee Seung-min           | Naver TV     | Serie web, 15 ep.  | [ 7 ]         |
| 2022 | Shooting Stars                       | Yoon Jae-hyun           | tvN          |                    |               |
| 2022 | Adamas                               | Dong-rim                | tvN          |                    | [ 8 ]         |
| 2022 | Detrás de cada estrella              | Ko Eun-gyeol            | tvN, Netflix |                    | [ 9 ]         |
| 2023 | Han River                            | Kim Ji-soo              | Disney+      | Serie web          |               |
| 2024 | No hay amor desinteresado            | Pasante de la editorial | tvN          | Aparición especial |               |
| 2025 | Amor en el laboratorio               | Kim Hwan-gyeong         | tvN          | 12 episodios       | [ 10 ] [ 11 ] |

### Programas de variedades
| Año  | Título              | Notas              |
| ---- | ------------------- | ------------------ |
| 2020 | Victon's Duvet Kick | ep. #62 - invitado |

### Apariciones en videos musicales
| Año  | Artista      | Canción | Notas |
| ---- | ------------ | ------- | ----- |
| 2019 | Kim Dong-jun | "Alone" |       |